# Eumorpha anchemolus
Eumorpha anchemolus ist ein Schmetterling (Nachtfalter) aus der Familie der Schwärmer (Sphingidae).

## Merkmale
Die Falter haben eine Vorderflügellänge von 62 bis 70 Millimeter und sind damit knapp die größte Art der Gattung. Ihr Vorderflügelaußenrand ist leicht gezahnt und der Flügel ist einheitlich dunkel gemustert. Damit ist die Art gut von anderen in Nordamerika auftretenden Arten der Gattung Eumorpha abzugrenzen. Die Art ist in ihrer Musterung nur wenig variabel.

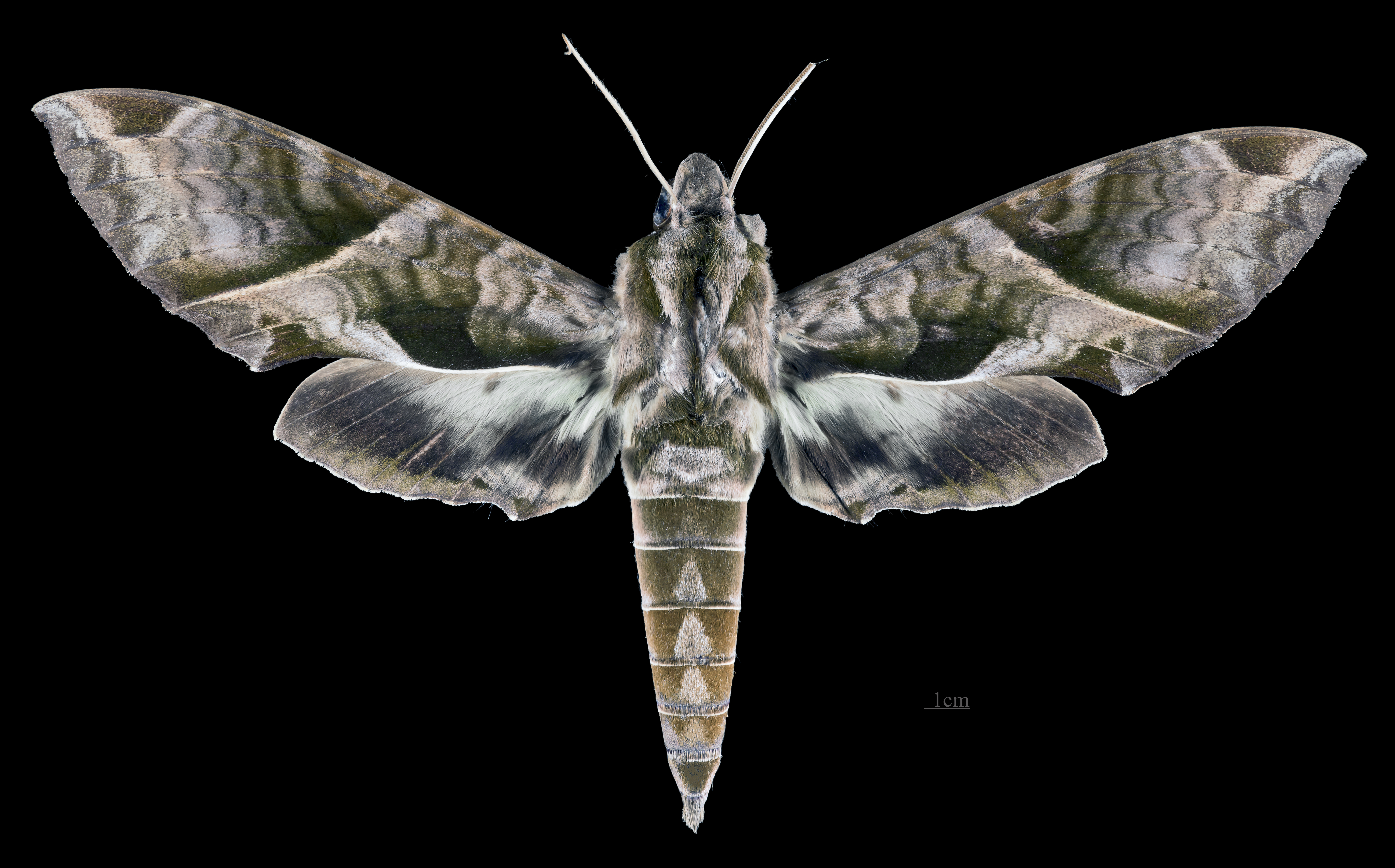
Dorsalansicht des Männchens.
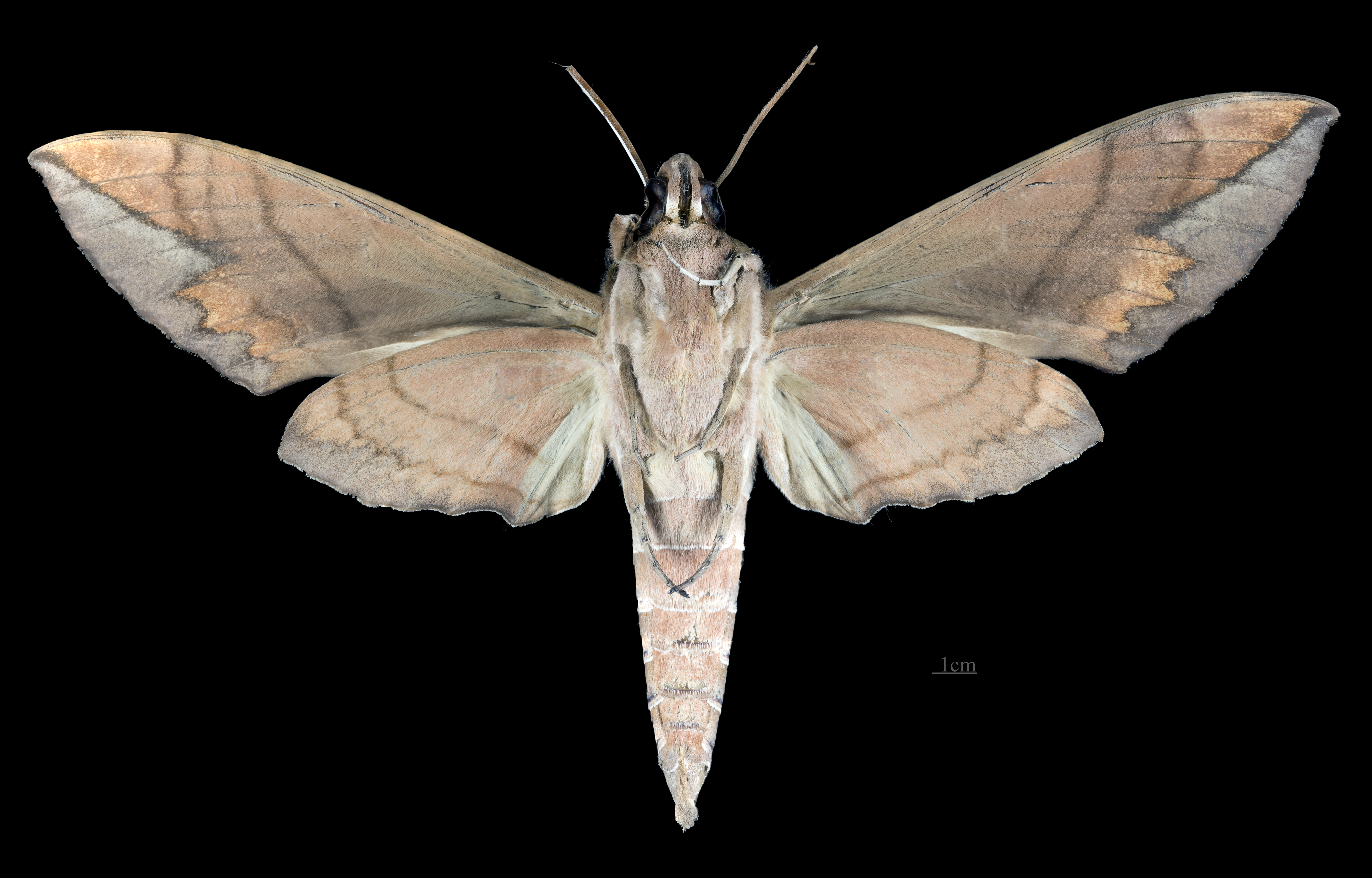
Ventralansicht des Männchens.
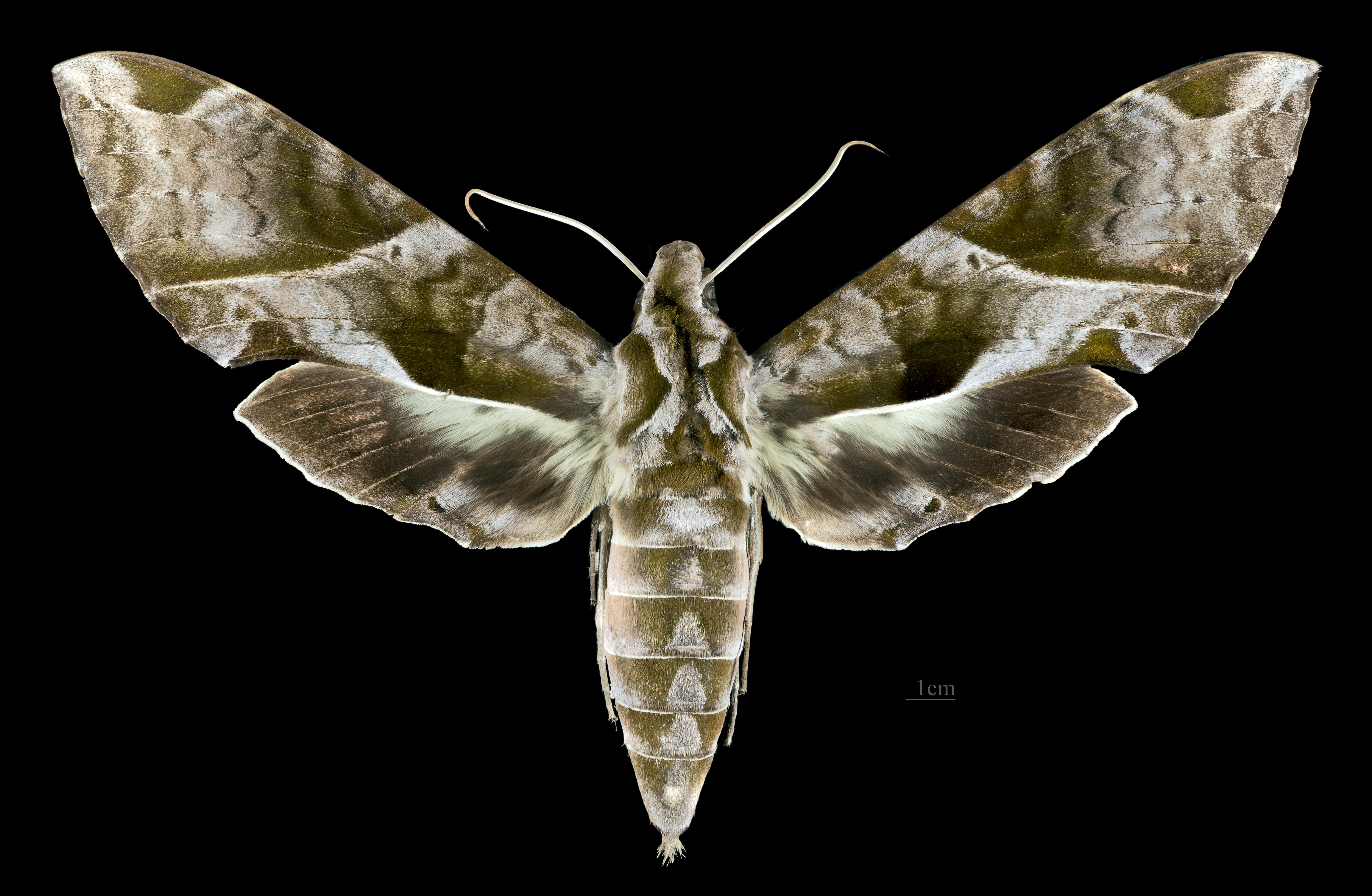
Dorsalansicht des Weibchens.
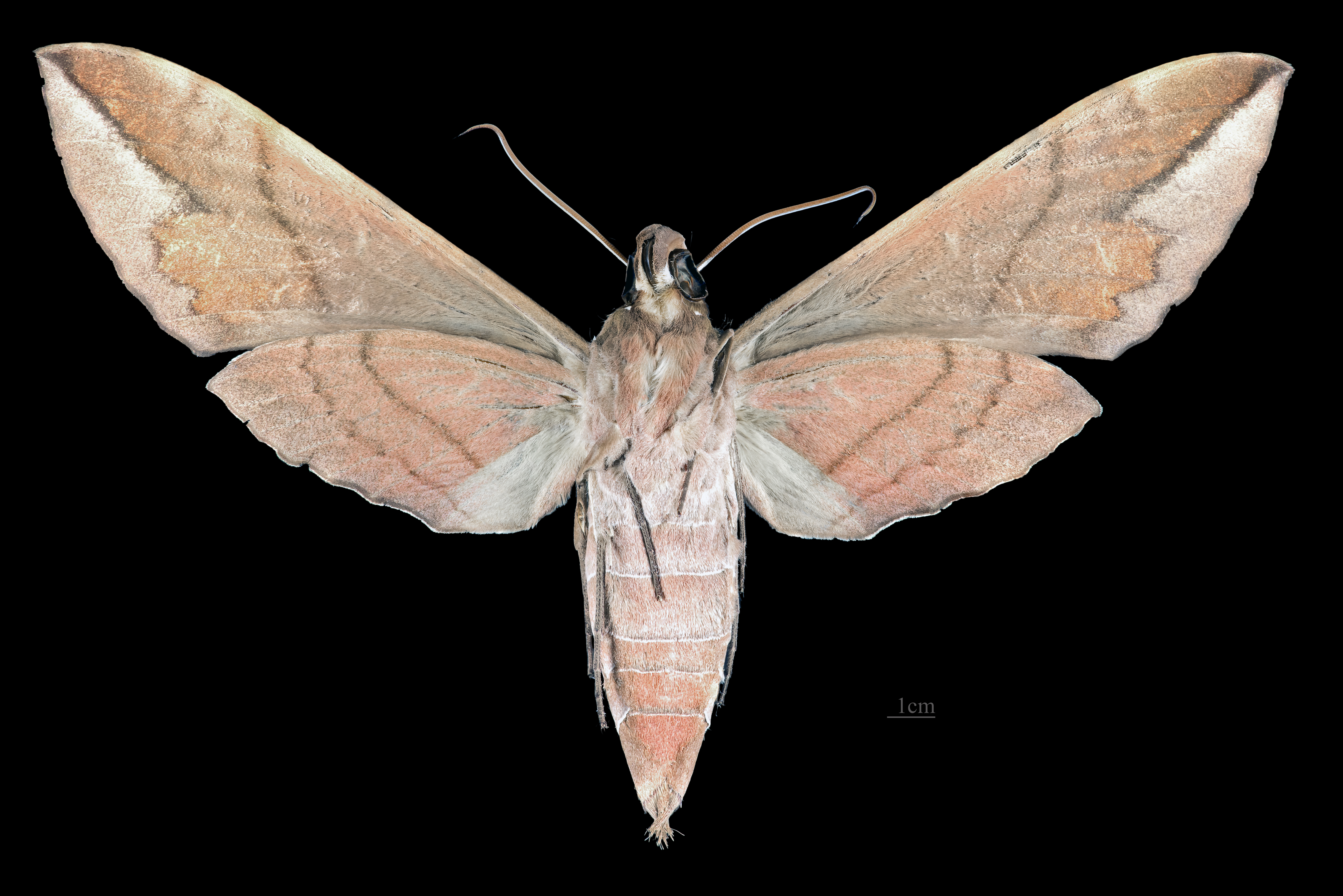
Ventralansicht des Weibchens.

## Vorkommen und Lebensweise
Die Art ist vom Norden Argentiniens bis in den Süden Mexikos verbreitet. Bisher wurde sie nur einmal in den Vereinigten Staaten, in Kerrville, Texas gefangen. Die Raupen wurden in Peru an Ampelopsis (Weinrebengewächse) sowie in Bolivien an Cissus (Weinrebengewächse) nachgewiesen.

## Belege